# Юсуфели
Юсуфели (тур. Yusufeli) — город и район провинции Артвин в Черноморском регионе Турции. Он расположен на берегу реки Чорох в 104 км к юго-западу от города Артвин, по дороге в Эрзурум.
Согласно докладу британского консула в Трапезунде Гиффорду Палгреву, в 1872 г., в Кескиме около 65 деревень, 1 572 семьи и 11 400 жителей, все магометане, в основном грузинской расы, с примесью лазской крови и чего-то от туркоманской.

## Этимология
Название «Юсуфели» возникло в начале XX века. До этого регион, охватывающий современный район Юсуфели, входил в состав Эрзурумского вилайета Османской империи и был известен под названием «Киским» (или «Кеским»). Поскольку в почтовом обращении возникала путаница между этим регионом и казой Кескин в вилайете Анкара, 6 мая 1914 года было принято решение изменить название на «Юсуф-эли» (осман. يوسف ایلی‎), что означает «земля Юсуфа». Новое название было присвоено в честь принца Юсуфа Иззеддина, сына султана Абдул-Азиза. Тем не менее, административный центр казы продолжал называться Эрсис.
В 1926 году, когда Юсуфели был присоединён к вилайету Артвин, центр казы был перенесён в село Эрсис, получившее новое название — Ӧгдем (старое название — Кушнара или Окдеми). Спустя почти 25 лет, 11 февраля 1950 года, центр района был перенесён из Ӧгдема в деревню Ахалт, состоявшую из махаллей Ахалт, Ведженкет и Козахора. Название «Ахалт» произошло от грузинского топонима «Ахалта» (груз. ახალთა), который, в свою очередь, связан с грузинским словом «ахали» (груз. ახალი), означающим «новый».
Решение о переносе центра района было официально опубликовано в Resmî Gazete от 16 февраля 1950 года в следующей формулировке: «Центр района Юсуфели перенесён из Ӧгдема в деревню Ахалт, состоящую из махаллей Ахалт, Ведженкет и Козахора, и новому центру присвоено название Юсуфели».
В 1940 году население деревни Ахалт составляло 546 человек, однако после приобретения статуса административного центра численность жителей значительно увеличилась. Согласно данным переписи от 22 октября 1950 года, численность населения «городского центра» Юсуфели достигла 812 человек. По мере расширения административного центра название Юсуфели стало использоваться для всей городской территории, а Ахалт со временем превратился в один из городских кварталов.

## Достопримечательности
- Ишхани
- Пархали